# Flottenflugzeugträger
Flottenflugzeugträger sind mit ihren Flugzeugen die Hauptkampfwaffe einer großen Marine zur Bekämpfung von See- und Landzielen.

## Geschichte bis zum Zweiten Weltkrieg
Als die Flugzeugträger gegen Ende des Ersten Weltkrieges entwickelt wurden, waren sie in den ersten Jahren zunächst Umbauten aus anderen Schiffstypen wie Passagierschiffen, Frachtern und großen Kriegsschiffen und sehr verschieden in ihren Größen, Leistungen und Flugzeugzahlen an Bord. Die ersten als Flugzeugträger vom Reißbrett weg konstruierten Schiffe waren zunächst ebenfalls mehr Versuchsschiffe als einsatzfähige Flugzeugträger.
Bis zum Zweiten Weltkrieg entwickelte sich der Flugzeugträger bei den großen Seestreitkräften zu einem Einheitstyp eines schnellen, sehr großen Kriegsschiffes, das dann der Typ des Flottenflugzeugträgers im Zweiten Weltkrieg war und bis heute ist.

## Geschichte im Zweiten Weltkrieg

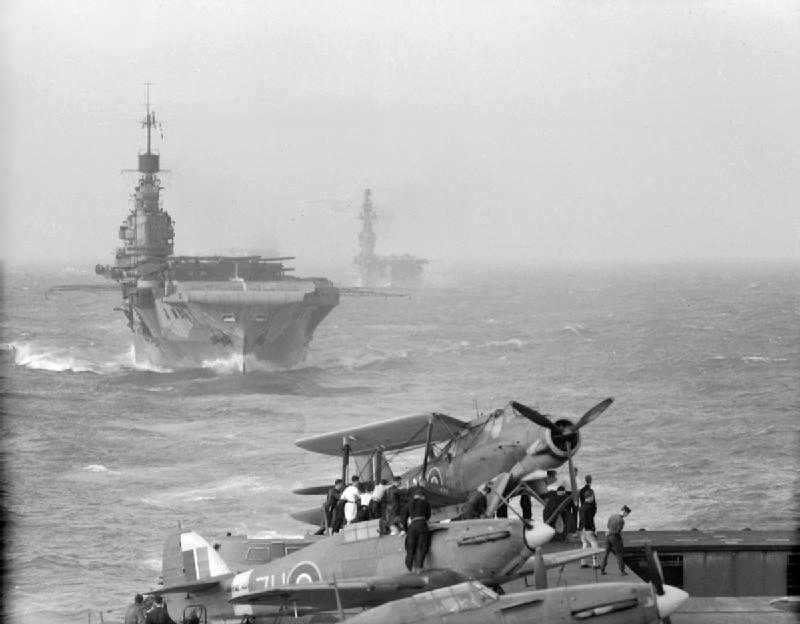
Die britischen Flugzeugträger Indomitable und Eagle 1942 im Mittelmeer

Die Unterscheidung in verschiedene Flugzeugträgertypen begann erst in den ersten Jahren des Zweiten Weltkrieges, als ein dringender Bedarf an Flugzeugträgern für verschiedene militärische Verwendungen entstand, der durch die wenigen Flottenflugzeugträger nicht zu bewältigen war.
Als Schutz für Geleitzüge gegen Bomber und U-Boote wurden aus Frachter- und Tankerrümpfen langsame Einfachstflugzeugträger, die Geleitflugzeugträger, gebaut, deren Geschwindigkeit zur Begleitung von Geleitzügen ausreichte, aber für den Dienst mit den schnellen Schiffen der Flotte nicht ausreichte.
Da der Bau der großen und schnellen Flottenflugzeugträger kostspielig und langwierig war und ist, wurden Rümpfe der kleineren, aber schnellen Kreuzer zu Flugzeugträgern umgebaut. Diese Schiffe wurden als Leichter Flugzeugträger bezeichnet, weil sie wesentlich weniger Flugzeuge an Bord tragen konnten als die großen Flottenflugzeugträger.
Die Flottenflugzeugträger selbst waren die Hauptkampfwaffe im Seekrieg zwischen den USA und Japan im Zweiten Weltkrieg. Gegen Ende des Krieges setzten die Vereinigten Staaten ihre Flottenflugzeugträger auch massiv für Luftbombardements von Zielen auf den japanischen Inseln ein.

## Nach dem Zweiten Weltkrieg

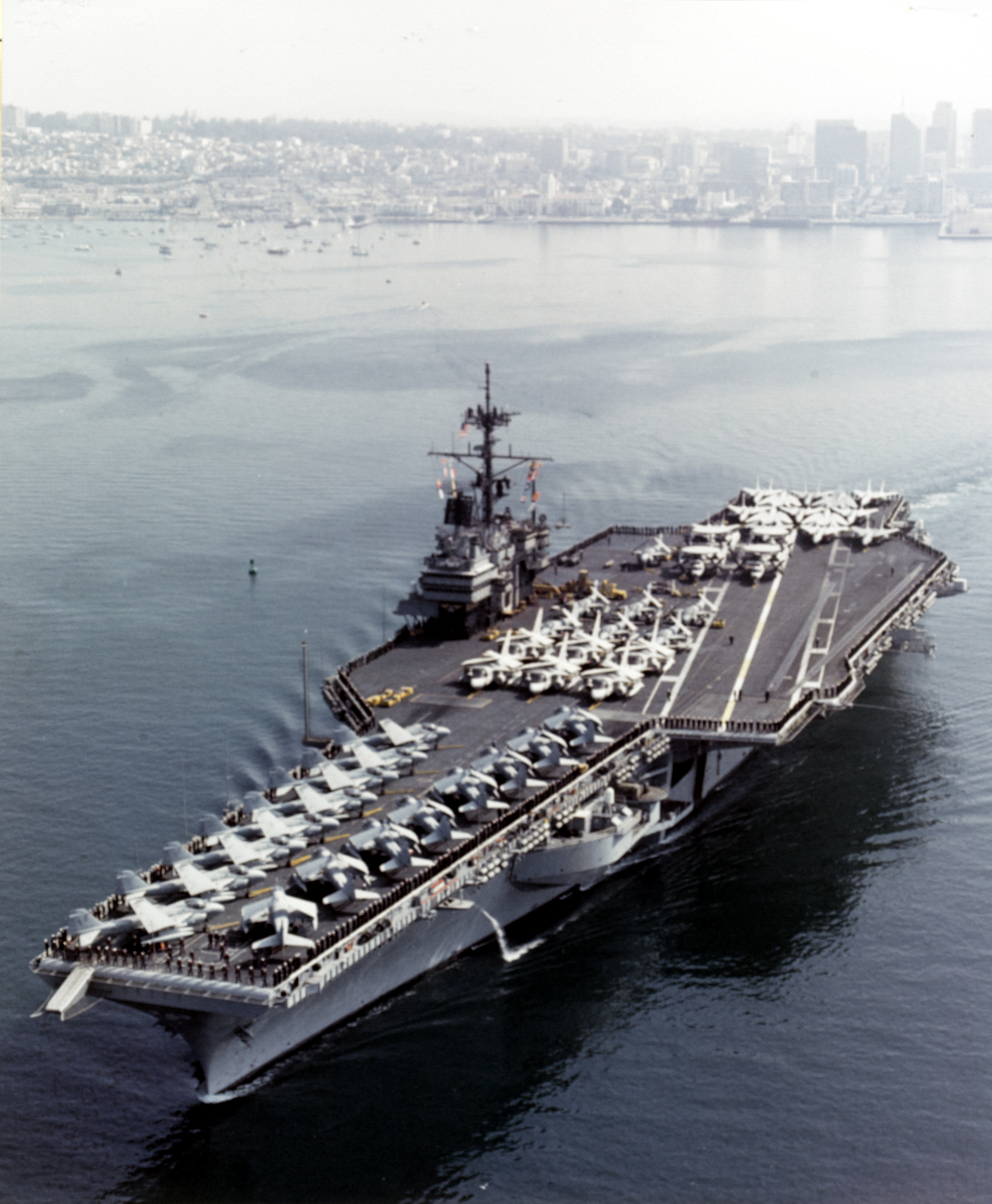
Die Ranger 1987

Seit der Mitte des Zweiten Weltkrieges hatte sich der Flottenflugzeugträger als mächtigste Waffe im Seekrieg – und als strategische Waffe in einem Krieg überhaupt – durchgesetzt. In den Jahrzehnten seit dem Zweiten Weltkrieg wuchs die Größe der Flottenflugzeugträger, insbesondere in der US Navy, und mit ihrer atomaren Bewaffnung Mitte der 1950er Jahre machte auch ihre Schlagkraft noch einmal einen Sprung. 	
Die USA setzten in ihren Kriegen seit dem Zweiten Weltkrieg ihre Flottenflugzeugträger als Hauptkampfmittel im Luftkrieg ein.